# David Drábek
David Drábek (* 18. června 1970 Týniště nad Orlicí) je český dramatik a režisér. Do obecného povědomí se dostal kontroverzní rozhlasovou hrou Koule zabývající se dopingem ve sportu.

## Život
Vyrostl v malém východočeském městě Týniště nad Orlicí. Na Filozofické fakultě Univerzity Palackého v Olomouci vystudoval obor filmová a divadelní věda. Ještě v době univerzitních studií založil spolu s Darkem Králem divadelní Studio Hořící žirafy, pro které své hry psal a také je režíroval. (Darek Král byl u všech inscenací autorem hudby.) V letech 1996 – 2001 pracoval jako dramaturg činohry Moravského divadla v Olomouci. V letech 2001 – 2003 vedl nově vzniklou alternativní scénu Hořící dům.
Jako autor a kmenový režisér pak působil v pražském divadle Minor a pohostinsky spolupracoval s řadou dalších českých divadel. Od sezóny 2008/2009 do sezóny 2016/2017 byl uměleckým šéfem Klicperova divadla v Hradci Králové. Od sezóny 2018/2019 byl jedním z kmenových režisérů Městských divadel pražských, kde zůstal do sezóny 2022/2023.

## Dílo
David Drábek se jako dramatik a režisér výrazně prosadil po roce 1989. Předmětem jeho tvorby je především kritika společnosti, odsuzuje českou mentalitu – hlavně český materialismus a konzumentství. Jeho díla ironicky a satiricky popisují českou soudobou společnost. Jeho protagonisté jsou obvykle typu nehrdinů, mají vždy nějaký problém – vyrovnávají se sami se sebou, se společností, trpí fobiemi a úchylkami. Drábkovy hry obsahují prvky surrealismu. Téměř všechny jeho postavy jsou oběťmi medializované a zkažené společnosti. Snaží se zachytit osudy lidí tak, jak je sami prožívají, podává odpovídající obraz soudobé společnosti. Ve svých hrách převážně používá epizodickou stavbu příběhů. Literární debut absolvoval v roce 1992 v Českém deníku a následovaly dialogy v časopise Iniciály. Jeho hry publikoval nejprve časopis Svět a divadlo a později i časopis Loutkař a Reflex. Často spolupracuje s Českou televizí a od 2007 píše scénáře k pořadu pro děti Kabaret z maringotky. Velkým zdrojem informací je pro něj televize a film, jelikož jejich styl napodobuje a paroduje ve svých humorných textech, které pak řadí ke stěžejním tématům své dramatiky.

### Knižní vydání her
Prvních sedm Drábkových her vyšlo knižně pod názvem Hořící žirafy v roce 2003 v nakladatelství Větrné mlýny. Z velké části jde o kabaretní olomouckou éru Studia Hořící žirafy. Kniha obsahuje hry Hořící žirafy, Jana z parku, Kosmická snídaně aneb Nebřenský, Švédský stůl, Kostlivec v silonkách, Kostlivec: Vzkříšení a Embryo čili automobily Východních Čech.
Další hry vyšly ve vydavatelství Akropolis v roce 2011. Kniha je doprovázena kolážemi Miroslava Huptycha. Kniha obsahuje deset her a nese název Aby se Čechům ovary zachvěly: Hry 2003-2011. Nalezneme v ní hry Akvabely, Žabikuch, Ještěři, Vykřičené domy, Náměstí Bratří Mašínů, Unisex, Koule, Sherlock Holmes: Vraždy vousatých žen, Chmýří a Jedlíci čokolády, chybí Noc oživlých mrtvol (David Drábek ji nepovažuje za literárně tak zdařilou jako ostatní).
Noc oživlých mrtvol byla přesto otisknutá s hrami Jedenácté přikázání, Figarova svatba, Velká mořská víla, Elefantazie, Petr Pan a oceán naděje, Kanibalky: soumrak samců a Kanibalky 2: soumrak starců v knize Play Drábek v roce 2020.
Také vyšla sbírka her s názvem Dětem! ve které nalezneme hry Čtyřlístek, Sněhurka - nová generace, Planeta opic aneb sourozenci Kaplanovi mezi chlupatci a Hračky.
S výjimkou hry Unisex se postupně všechny ocitly na jevištích divadel, některé i vícekrát. Nejčastěji v autorské režii, ale také v inscenacích Vladimíra Morávka či Petra Formana. Zatím nejúspěšnější byl text Akvabely, za nějž autor získal v roce 2003 Cenu Alfréda Radoka za nejlepší původní text, v legendární inscenaci hradeckého Klicperova divadla natočila Česká televize, byl také uveden v zahraničí a přeložen do pěti jazyků. Premiérové inscenace rozhlasových her Vykřičené domy a Koule připravil na stanici Vltava Český rozhlas.

### Ohlas na hru Náměstí bratří Mašínů
Na hru Náměstí bratří Mašínů převažují především kladné ohlasy. Jedním z nich je ohlas Martina Mikyska (Divadelní noviny, 2009, č. 22), jenž dílo považuje za velmi zdařilou inscenaci. Hodnotí ji z pozice konzervativního diváka střední generace, autora především chválí za analytický pohled na tápání generace vychované před listopadem 1989 v hodnotách i pseudohodnotách nové doby. Další ohlasy na toto dílo, publikovali P. Marečka, M. Reslovou, M. J. Švejdu, J. Kerbra ad.

### Divadelní hry
- Malá žranice, 1992 (spolu s Darkem Králem)
- Hořící žirafy, 1993
- Jana z parku, 1994
- Vařila myšička myšičku, 1995
- Kosmická snídaně aneb Nebřenský, 1997
- Švédský stůl, 1998
- Kostlivec v silonkách, 1999
- Kuřáci opia, 2000
- Embryo čili Automobily východních Čech, 2002
- Kostlivec: Vzkříšení, 2003
- Akvabely, 2003
- Žabikuch, 2004
- Čtyřlístek!, 2004 (spolu s Petrou Zámečníkovou)
- Děvčátko s mozkem, 2005
- Sněhurka – Nová generace, 2006
- Planeta opic aneb Sourozenci Kaplanovi mezi chlupatci, 2006
- Ještěři, 2006
- Náměstí bratří Mašínů, 2007
- Berta (od soumraku do úsvitu), 2008
- Unisex, 2009
- Koule: příběh vrhačky, 2010
- Noc oživlých mrtvol v televizní country show Beverlyho Rodrigueze, 2010
- Hračky, 2010
- Chmýří, 2010
- Sherlock Holmes: Vraždy vousatých žen, 2010
- Tvrdě / Měkce, 2010 (autorský projekt, spolu s Martinem Františákem)
- Zvířata na toustech, 2011
- Jedlíci čokolády, 2011
- Velká mořská víla, 2014
- Elefantazie, 2016
- Kanibalky: Soumrak samců, 2018
- Kanibalky 2: Soumrak starců, 2019
- Rain Woman, 2020
- Petr Pan a Oceán naděje, 2020
- Herečka sobotní noci, 2022
- Pupek Paříže, 2022
- Pitevna, 2023
- Brokolice na Marsu, 2023

### Divadelní režie
- R.U.R., 2005
- Macbeth, 2007
- Figarova svatba, 2011
- Richard III., 2012
- Podivné odpoledne dr. Zvonka, 2013
- Romeo a Julie, 2014
- Revizor, 2019

### Rozhlasové hry
- Vykřičené domy, 2007
- Koule, 2011

### Ocenění
- Jana z parku - 1. místo v dramatické soutěži o Ceny Alfréda Radoka 1994
- Akvabely - 1. místo v dramatické soutěži o Ceny Alfréda Radoka za nejlepší původní českou a slovenskou hru roku 2003 a později rovněž ocenění Česká hra roku 2005. Inscenace v režii Vladimíra Morávka získala třetí místo v Anketě Divadelních novin
- Náměstí bratří Mašínů - 2. místo v dramatické soutěži o Ceny Alfréda Radoka 2007 a později také ocenění Česká hra roku 2009.
- Noc oživlých mrtvol - ocenění Česká hra roku 2010
- Jedlíci čokolády - ocenění Česká hra roku 2011
- Vykřičené domy - Cena Prix Bohemia Radio 2008